# Пекаце
Пекаце (пол. Piekacie) — село в Польщі, у гміні Ленчиця Ленчицького повіту Лодзинського воєводства.
У 1975-1998 роках село належало до Плоцького воєводства.